# Tříkrálová štola v Mikulově (okres Teplice)
Tříkrálová štola je jeden z historických hlubinných rudných dolů, které se nacházejí na katastrálním území Mikulova v Krušných horách v okrese Teplice v Ústeckém kraji. Štola je památkově chráněná, v Ústředním seznamu nemovitých kulturních památek ČR je zapsaná od 4. prosince 2013.

## Historie
Počátky těžební činnosti v Tříkrálové štole spadají do prvních let 16. století, což je nejméně o sto let později, než do této krušnohorské oblasti začali přicházet horníci, hledající ložiska drahých kovů. Pokud jde o další mikulovské stříbrné doly, nejstarší písemné záznamy o počátcích těžby stříbra na území Mikulova jsou z roku 1404 a týkají se jámy Všech svatých. Tato štola je součástí důlního komplexu, skládajícího se ze čtyř štol se samostatnými vchody (štoly Allerheiligen/Všech svatých, Lehnschafter, Liebefrauen/Milá paní a Kreuzstollen), který je pod souhrnným názvem „Důlní komplex Lehnschafter“  od roku 2014 zapsaný v Ústředním seznamu kulturních památek ČR.
Největší rozmach těžby v Tříkrálové štole byl však zaznamenán až v 18. a 19. století. Některé starší důlní chodby byly v té době přeraženy a rozšířeny. Kdy byla v Tříkrálové štole ukončena těžba, není přesně známo – s největší pravděpodobností se tak stalo až ve třetí třetině 19. století.

## Popis
Zatímco důlní komplex Lehnschafter se rozkládá na jižních svazích pod horou Pramenáčem (909 m n. m.), tj. prakticky v samém centru historického horního města, Tříkrálová štola leží o něco níže v Mikulovském údolí nad pravým břehem potoka Bouřlivce při jihovýchodním úpatí masívu Bouřňáku (869 m n. m.) v nadmořské výšce zhruba 560 metrů. Tříkrálová štola však rovněž představuje rozsáhlý důlní komplex.
    

Uvnitř štoly se dosud zachovaly některé původní dřevěné konstrukce a důlní značky a letopočty, vysekané do stěn chodeb. Štola ústí do svahu Mikulovského údolí a s povrchem je spojená šachtou. Některé z dobývek, které byly ražené ze štoly, jsou velmi rozsáhlé – největší z nich je zhruba 3 metry široká, 20 metrů dlouhá a 15 až 20 metrů vysoká.  Za účelem dopravy vylámané rudy bývalo v dole několik rumpálů. Jeden z těchto rumpálů byl vyzvednut a ve spolupráci s pražským Národním technickým muzeem byl rekonstruován a zakonzervován. 

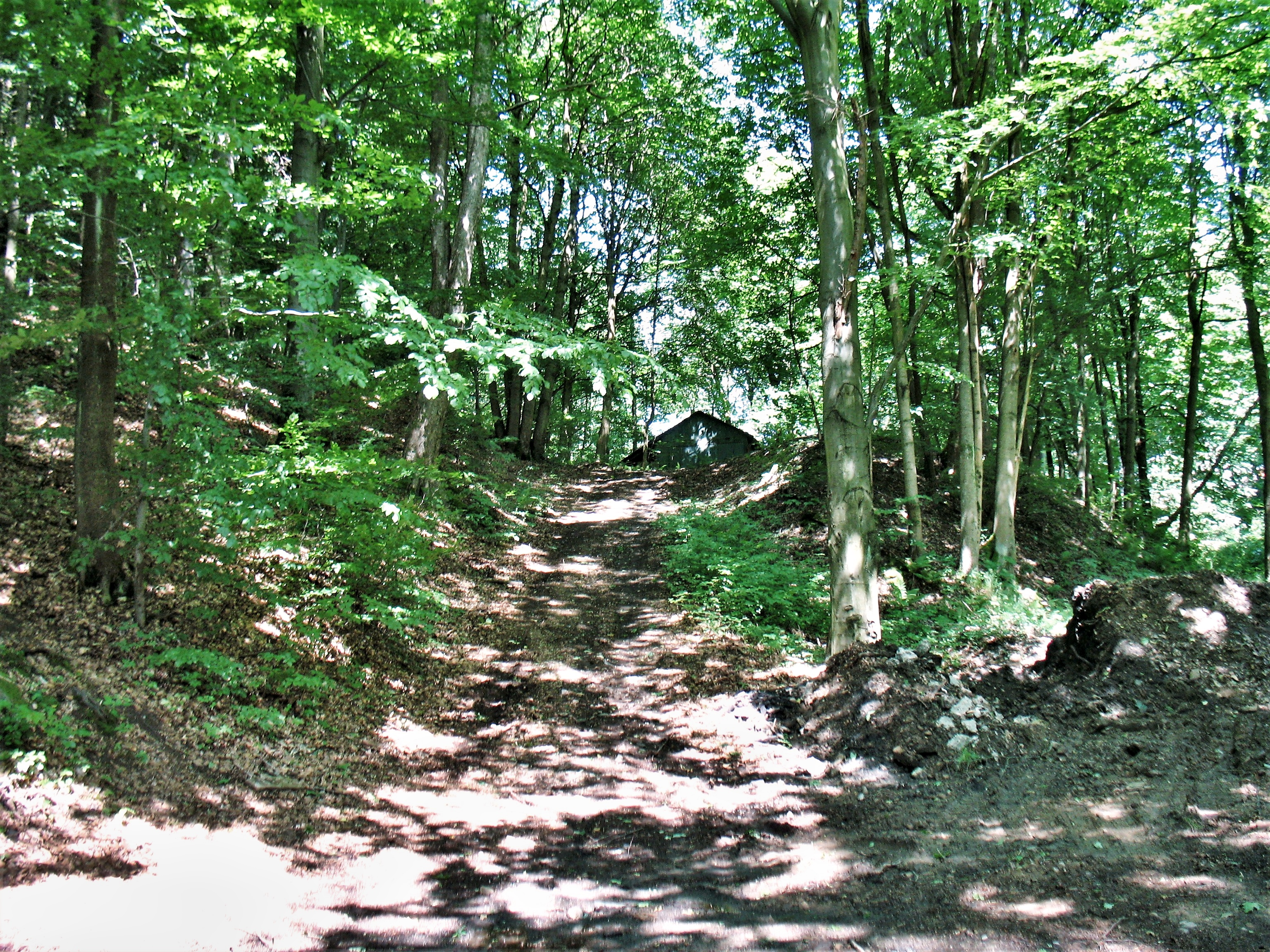
Cesta ke štole